# 1991年3月逝世人物列表
1991年逝世人物列表：1月 - 2月 - 3月 - 4月 - 5月 - 6月 - 7月 - 8月 - 9月 - 10月 - 11月 - 12月
1991年3月逝世人物列表，是用於匯總1991年3月期間逝世人物的列表。

## 依日期排序

### 1日
- 凱薩琳·布萊克，69歲，英國女演員（千日安妮、牆內、鎚子）。
- 瑪米·傑拉爾丁·尼爾·布萊索（Mamie Geraldine Neale Bledsoe），91歲，美國教育家和民權運動家。
- Frank Esler-Smith，42歲，英國鍵盤手，愛滋病。
- Eugen Kamber，66歲，瑞士奧林匹克自行車運動員（1948年）。[1]
- Edwin H. Land，81歲，美國發明家和商人（宝丽来）。[2]
- 列昂尼德·瑪律科夫，63歲，蘇聯演員，胃癌。[3]
- 瑪麗·羅西（Marie Rossi），32歲，美國陸軍飛行員，直升機在海湾战争（Operation Desert Storm）一天后墜毀。
- 路易士·薩格爾，83歲，德法混血作曲家。[4]

### 2日
- 亞瑟·阿特維爾（Arthur Attwell），70歲，英國聖公會主教。
- 埃爾默·比紹夫（Elmer Bischoff），74歲，美國藝術家。[5]
- Serge Gainsbourg，62歲，法國音樂家，心臟病發作。[6]
- Frank S. Giles Jr.，75歲，美國政治家。
- 瑪麗·霍華德，83歲，英國小說家。[7]
- 克拉克·莫倫霍夫（Clark R. Mollenhoff），69歲，美國記者，癌症。[8]
- 约瑟夫·斯塔尔德，72歲，瑞士奧林匹克體操運動員（1948年、1952年）。
- Lou Sullivan，39歲，美國作家和跨性別活動家，艾滋病。[9]
- 愛德華·瓦納塞姆（英语：Eduard Vanaaseme），92歲，愛沙尼亞奧林匹克舉重運動員（1924年）。[10]
- Ranjan Wijeratne，59歲，斯裡蘭卡政治家，爆炸。

### 3日
- 尼古拉·巴格利（英语：Nikolai Bagley），54歲，蘇聯奧林匹克籃球運動員（1964年）。
- 詹姆斯·富勒頓，81歲，美國冰球教練。
- 霍華德·海德，76歲，美國航空工程師。[11]
- 亞瑟·默里（Arthur Murray），95歲，匈牙利裔美國商人。[12]
- Sal Nistico，50歲，美國薩克斯管演奏家。[13]
- 威廉·彭尼，81歲，英國數學家。[14]
- 約翰尼·雷沃爾塔，79歲，美國高爾夫球手。[15]
- 64 歲的加拿大電影製作人約翰·斯波頓（John Spotton）溺水身亡。
- 安托萬·塔西，66歲，海地足球運動員。

### 4日
- 萬斯·科爾維格，72歲，美國演員和配音演員（瑜伽熊秀、UHF、The Quick Draw McGraw Show），癌症。[16]
- 邁克爾·哈德威克，66歲，英國作家。
- 佩佩·伊格萊西亞斯，76歲，阿根廷喜劇演員。
- Ellamae Ellis League，91歲，美國建築師。
- 肯尼斯·琳賽（Kenneth Lindsay），93歲，英國政治家。
- 讓·盧比尼亞克，89歲，法國電影導演和編劇。[17]

### 5日
- 布萊恩·巴茨福德，80歲，英國政治家。
- 史蒂夫·卡爾弗特，74歲，美國演員，心臟病發作。
- August de Schryver，92歲，比利時政治家。[18]
- 伊恩·麥克萊倫·亨特，75歲，英國編劇（羅馬假期），心臟病發作。[19]
- 赫爾穆特·西克（Helmut Sick），81歲，德裔巴西鳥類學家。

### 6日
- 哈比卜·查蒂（Habib Chatty），74歲，突尼西亞政治家和外交官。[20]
- 陳才清，80歲，新加坡政治家，心力衰竭。
- 基思·科林，54歲，英國奧運跳水運動員（1960年）。[21]
- 赫爾曼·李，59歲，美式橄欖球運動員。[22]
- 霍勒斯·溫切爾·馬貢（Horace Winchell Magoun），83歲，美國醫學研究員。
- 拉里·奧爾索諾斯基，65歲，美國橄欖球運動員。[23]
- 薩爾沃·蘭多內，84歲，意大利演員。[24]

### 7日
- 約翰·巴塔，76 歲，匈牙利演員（《好人、壞人和醜人》）。
- 酷爸爸貝爾，87 歲，美國棒球運動員。[25]
- 莫頓·芬恩（Morton Fine），74歲，美國電視編劇（《我是間諜》（I Spy）、《大膽冒險》（Bold Venture）、《舊金山街頭》（The Streets of San Francisco））。[26]
- 雷蒙德·約瑟夫·加拉格爾 （Raymond Joseph Gallagher），78 歲，美國羅馬天主教主教。[27]
- 約翰·哈裡斯，74 歲，英國小說家。[28]
- Al Klink，75 歲，美國薩克斯管演奏家。[29]
- Jean Piveteau，91 歲，法國古生物學家。[30]
- 約瑟夫·帕萊尼切克，76 歲，捷克鋼琴家和作曲家。[31]
- 布魯諾·文圖裡尼，79 歲，義大利足球運動員。[32]

### 8日
- 約翰·貝萊爾斯，53 歲，美國作家（《牆上掛鍾的房子》、《霜中的臉》、《術士墓中的燈》），心血管疾病。[33]
- 蜜雪兒·多爾納諾 （Michel d'Ornano），66 歲，法國政治家，被車輛撞倒。[34]
- 瑪麗亞·艾斯納 （Maria Eisner），82 歲，義大利裔美國攝影師。
- 路德維希·費舍爾 （Ludwig Fischer），75 歲，德國賽車手。
- Donald M. Frame，79-80 歲，美國文學學者。[35]

### 9日
- 伊利·多·安帕羅，69歲，巴西足球運動員。[25]
- 傑克·邁耶，85歲，英國板球運動員和教育家。[26]
- 馬克斯·福尼，86歲，法國藝術收藏家和賽車手。[27]
- 拉爾夫·格林，79歲，澳大利亞足球運動員。
- 吉姆·哈丁，47歲，美國棒球運動員[28]
- 池內友次郎，84歲，日本作曲家，腦溢血。
- 弗里茨·諾伊馬克，90歲，德國經濟學家。[29]

### 10日
- 米爾德里德·埃爾德裡奇，81歲，英國藝術家。
- 伊藤史朗，51歲，日本賽車手。
- 埃瑟里奇·奈特，59歲，美國詩人[30]
- 埃利·西格邁斯特，82歲，美國作曲家。[31]
- 保羅·烏克納，69歲，美國歌劇歌手[32]

### 11日
- 羅伯特·A·庫克，78歲，美國學者和廣播員。[33]
- 赫克托·克勞福德，77歲，澳大利亞企業家。
- 阿布爾·卡什姆，70歲，孟加拉國語言學家。
- 尼古拉斯·馬圖西，91歲，希臘政治家，二戰期間阿羅馬尼亞准軍事領導人。
- 瑪麗亞·萊寧，87歲，奧地利歌手。[34]

### 12日
- 何塞·瑪麗亞·安圖內斯，77歲，葡萄牙足球運動員和經理。
- 勒羅伊·柯林斯，82歲，美國政治家，佛羅里達州州長（1955-1961）[35]
- 拉爾夫·亨利·卡利斯·大衛斯，72歲，英國歷史學家。[36]
- 艾蒂安·德克魯，92歲，法國演員和啞劇藝術家。[37]
- 拉格納·格拉尼特，90歲，芬蘭-瑞典生理學家，諾貝爾獎獲得者（1967年）。[38]
- 威廉·海涅森，91歲，法羅群島作家。[39]
- 邁克爾·蘭登，70歲，英國歌劇歌手。[40]
- 穆罕默德·穆薩，82歲，巴基斯坦將軍。
- 尼古拉·羅西-萊梅尼，70歲，土耳其裔美國歌劇歌手。[41]

### 13日
- 阿德爾的卡貝里男爵唐納德·卡伯里，83歲，英國政治家，兇殺案。
- 約瑟夫·曼格，77歲，德國舉重運動員和奧運冠軍。[42]
- 吉米·麥克派特蘭，83歲，美國短號手[43]
- 馬克斯·波爾，82歲，比利時魚類學家。[44]
- 沃爾特·普雷施，80歲，奧地利足球運動員。
- 馬約蘭·斯特林堡，74歲，瑞典電影攝影師。[45]

### 14日
- 霍華德·阿什曼，40 歲，美國作詞家（《美女與野獸》、《恐怖小店》、《小美人魚》），奧斯卡獎得主（1990 年、1992 年）。[57]
- 羅伊·霍爾（Roy Hall），71歲，美國賽車手。
- 埃比尼澤·約書亞 （Ebenezer Joshua），82 歲，文森特政治家。
- Doc Pomus，65 歲，美國藍調音樂家，肺癌。[58]
- 瑪格麗·夏普（Margery Sharp），86歲，英國作家（《拯救者》）。[59]
- 莫裡斯·佐洛托，77 歲，美國作家和傳記作家。[60]

### 15日
- G·阿拉文丹，56歲，印度電影製片人、音樂家、漫畫家和畫家，心臟病發作。
- 米奧德拉格·布拉托維奇，61歲，南斯拉夫小說家。
- 罗贝尔·比内尔，76歲，法國籃球運動員[46]
- 巴德·弗里曼，84歲，美國爵士音樂家。[47]
- 羅賓·希爾，91歲，英國生物化學家。
- 斯坦尼斯瓦夫·洛倫茲，91歲，波蘭藝術史學家。
- 愛琳·塞奇威克，92歲，美國默片女演員，肺炎。
- 弗拉基米爾·謝列茲涅夫，62歲，蘇聯現實主義畫家。
- 喬治·謝爾曼，82歲，美國電影製片人。[48]
- 格尔德·弗尔斯，81歲，德國奧運賽艇運動員（1936年）。[49]
- 克洛伊德·韋伯，49歲，加拿大足球運動員。

### 16日
- 克裡斯·奧斯丁，27歲，美國鄉村音樂家[50]
- 简·巴勒特，82歲，澳大利亞藝術家。
- 烏爾班·卡菲，74歲，義大利-法國自行車賽車手。[51]
- 第三代克羅默伯爵羅蘭·巴林，72歲，英國外交官。
- 雷蒙德·弗萊徹，69歲，英國政治家，涉嫌間諜。
- 詹姆斯·達西·弗里曼，83歲，澳大利亞羅馬天主教紅衣主教。
- 特魯德·赫爾，63歲，德國女演員。[52]
- 瓦爾特·格奧爾格·庫內，80歲，德國古生物學家。
- 赫爾曼·範羅延，85歲，荷蘭外交官。[53]

### 17日
- 卡爾·阿沃爾德，83歲，英國大律師。
- 皮拉爾·普里莫·德·里維拉，83歲，西班牙政治家。[54]
- 卡洛·多納-卡廷，71歲，義大利政治家。[55]
- 彼得·戈登，69歲，紐西蘭政治家。

### 18日
- 阿拉達爾·比茨基，85歲，匈牙利奧運會游泳運動員（1928年）。[56]
- 維爾瑪·班基，90歲，匈牙利裔美國默片女演員，心肺衰竭。
- 蘭迪斯·戈爾斯，71歲，美國建築師。[57]
- 卡爾·詹森，81歲，丹麥奧運拳擊手（1932年）。[58]
- 德齊德·卡多什，76歲，捷克斯洛伐克作曲家。
- 納爾達·奧尼克斯，59歲，愛沙尼亞裔美國女演員。[59]
- 赫伯特·桑德伯格，82歲，德國藝術家。
- 約翰·D·沃爾克，87歲，美國法官和作家。[60]

### 19日
- 尤斯圖斯·布赫勒，76歲，美國哲學家。[61]
- 理查·霍基，67歲，英國板球運動員。[62]
- 布魯諾·凱斯勒，67歲，義大利政治家。
- 拉斯·湯瑪斯，66歲，美式足球運動員。[63]
- 周日威爾辛，86歲，英國女演員和電臺主持人。

### 20日
- 比利·巴特勒，66歲，美國吉他手。[64]
- 喬治·弗里德里希斯，51歲，美國奧運帆船運動員（1968年）。
- 喬治·W·格里德，78歲，美國政治家，美國眾議院議員（1965年至1967年）。
- 大衛·馬歇爾·朗，66歲，英國歷史學家和學者。
- 約翰·帕爾默·麥克白，69歲，加拿大政治家。
- 米納圖拉·拉赫馬尼，77歲，印度伊斯蘭學者。
- 尼克·瓦諾夫，61歲，美國戲劇製片人[65]

### 21日
- 南·布里頓，94歲，美國秘書，沃倫·G·哈丁的情婦。[66]
- 維達特·達洛凱，63歲，土耳其政治家和建築師[67]
- 利奥·芬达，81歲，美國音樂家和商人[68]
- 奧斯卡·海登斯塔姆，80歲，英國健美運動員。
- 比爾·斯威尼，54歲，加拿大冰球運動員

### 22日
- 萊昂·巴爾塞，73歲，加拿大政治家。
- 吉米·博伊德，83歲，蘇格蘭足球運動員。
- 保羅·恩格爾，82歲，美國作家。[69]
- 戴夫·蓋德，56歲，美國音樂家[70]
- 格洛麗亞·霍爾登，87歲，英裔美國女演員[71]
- 阿德里·拉斯特里，47歲，荷蘭奧運會游泳運動員（1964年）。[72]
- 艾伯特·麥金利·雷恩斯，89歲，美國政治家，美國眾議院議員（1945-1965）。[73]
- R.L.瑞安，44歲，美國演員

### 23日
- 埃莉薩維塔·巴格里亞娜，97歲，保加利亞詩人。[74]
- 藤田進，79歲，日本演員
- 比爾·岡恩，59歲，澳大利亞足球運動員。
- 蓋伊·本頓·約翰遜，90歲，美國社會學家。[75]
- 莫娜·馬里斯，87歲，阿根廷電影女演員，肺病。
- 內塔·斯努克·南，95歲，美國航空先驅。[76]
- 因诺岑茨·施坦格尔，80歲，德國奧林匹克體操運動員（1936年）。[77]
- 寶琳·瓦尼爾，92歲，加拿大人道主義和學者。
- 拉爾斯·沃爾夫布蘭特，62歲，瑞典奧運短跑運動員（1948年，1952年）。[78]

### 24日
- 莫迪·愛德華茲，84歲，威爾士女演員
- 阿爾伯特·賈維寧，40歲，芬蘭吉他手，心臟病發作。
- 约翰·克尔，76歲，澳大利亞政治家，總督（1974-1977）[79]
- 馬克斯·特魯克斯，55歲，美國長跑運動員和奧運選手。[80]
- 阿德里·茲瓦特普特，74歲，荷蘭奧運會自行車運動員（1936年）。[81]

### 25日
- 鄧碧雲，香港電視及粵劇演員。
- 拉斯蒂·布萊恩特，61歲，美國爵士音樂家。[82]
- 羅伯特·杜伊斯，77歲，德國奧運籃球運動員（1936年）。[83]
- 瑪格麗特·霍夫曼，79歲，美國奧運會游泳運動員（1928年，1932年）。[84]
- 維塔利·霍盧比耶夫，65歲，蘇聯足球運動員。
- 艾琳·喬伊斯，83歲，澳大利亞鋼琴家。[85]
- 馬塞爾·列斐伏爾，85歲，法國羅馬天主教主教[86]
- 沃爾夫岡·穆勒·維納，67歲，德國建築歷史學家、考古學家和拜占庭主義者。[87]
- 穆罕默德·艾哈邁德·薩德克，73歲，埃及將軍。
- 桑迪·威廉姆斯，84歲，美國長號手。[88]

### 26日
- 卡雷尔·布尔克特，81歲，捷克斯洛伐克足球運動員。[89]
- 沃倫·查佩爾，86-87歲，美國插畫家和教師[90]
- 里卡爾多·費里尼，69歲，義大利電影演員。
- 保羅·蓋滕，71歲，美國音樂家。
- 安格斯·查理斯·格雷厄姆，71歲，威爾士漢學家。[91]
- 道格·赫蘭德，39歲，美國奧運賽艇運動員（1984年）。[92]
- 亨利·洛特，88歲，法國民族志學家和探險家。[93]
- P.L.A.索馬帕拉，69歲，斯里蘭卡歌手。
- R·蘇達薩南，76歲，印度作曲家。

### 27日
- 拉爾夫·貝茨，51歲，英國演員[94]
- 阿爾弗雷多·坎波利，84歲，義大利裔英國小提琴家。[95]
- 傑克·戴維斯，74歲，加拿大政治家。
- 海因里希·格拉赫，82歲，德國士兵和作家。
- 赫爾穆特·克朗斯拜因，76歲，德國足球運動員。
- 奧爾多·雷，64歲，美國演員[96]
- 漢斯·亨寧·弗賴赫爾·馮·博伊斯特，77歲，二戰期間德國空軍軍官。

### 28日
- 格裡菲斯·巴克，75-76歲，美國園藝家。[97]
- 莫德·哈欽斯，92歲，美國藝術家。[98]
- 卡洛斯·蒙塔爾班，86歲，墨西哥裔美國演員[99]
- 萊爾·威爾克斯，76歲，英國政治家。

### 29日
- 卡尔·阿勒特，84歲，德國奧運賽艇運動員（1928年，1932年）。[100]
- 李·阿特沃特，40歲，美國政治顧問，共和黨全國委員會主席（1989-1991），腦癌。
- 盖·伯丁，62歲，法國攝影師[101]
- 約翰·丹尼爾·海耶斯，89歲，美國海軍上將和歷史學家。[102]
- 米凱拉，55歲，西班牙歌手，白血病。
- 漢斯·斯塔克，69歲，德國戰犯。
- 約翰·斯特拉德林·湯瑪斯，65歲，威爾士政治家。

### 30日
- 西爾維婭·蒙福特，67歲，法國女演員[103]
- 席德·沙赫特，73歲，美國棒球運動員。[104]
- 巴德·泰勒，74歲，美國高爾夫球手
- 尼古拉·托德夫，62歲，保加利亞演員。
- 程子华，85歲，中國政治家。

### 31日
- 艾米利安·布拉圖，86歲，羅馬尼亞化學工程師。
- 約翰·卡特，61歲，美國爵士音樂家。
- 斯坦利·戴蒙德，69歲，美國詩人和人類學家。[105]
- 康蘇埃洛·弗蘭克，78歲，墨西哥女演員。
- 約瑟普·約維奇，21歲，南斯拉夫克羅埃西亞員警，被槍殺。
- 阿諾德·沃爾特·勞倫斯，90歲，英國考古學家。[106]